# Charles Dehoy

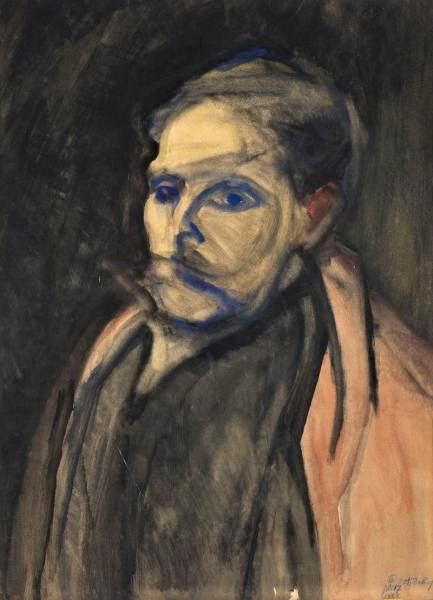
Zelfportret (1919)

Charles Dehoy (Brussel, 1872 – Sint-Gillis, 1940) was een Belgisch kunstschilder, aquarellist en etser. Hij behoort tot de Brabantse fauvisten en wordt als een van de belangrijkste Belgische fauvistische schilders beschouwd.
Dehoy was autodidact, maar hij werd in zijn ontwikkeling als kunstschilder gevormd door bekende kunstenaars zoals Ferdinand Schirren, Auguste Oleffe, Henri Ottmann en zijn schoonbroer Roger Parent en wist zo een eigen, zo typerende stijl, coloriet en tonaliteit te ontwikkelen.
Dehoy was bescheiden, zwijgzaam en introvert, maar tegelijk spontaan van aard. Kenmerkend is ook dat Charles Dehoy helemaal niet honkvast was en gedurende zijn ganse leven voortdurend verhuisde in de gemeenten rond Brussel, dikwijls zelfs niet officieel geregistreerd.
De 'verstilde fauvist', zoals hij soms wordt genoemd, is voor een groot deel een mysterie.

## Biografie

#### Vroege jaren
Charles Jean Dehoy werd geboren in Brussel op 14 april 1872 in een arme familie. Hij werd al op 14-jarige leeftijd wees en moest onmiddellijk gaan werken. Hij oefende verschillende beroepen uit, zoals loopjongen, schoenmaker, zadelmaker, lijstenmaker en huisschilder.
Enkele broers van Dehoy hadden rond de eeuwwisseling in Brussel een handel in kaders, restaureren van schilderijen en verdoekingen, waar ook Charles Dehoy tot 1905 heeft gewerkt.
Rond 1900 maakte hij met een bevriend Frans journalist en dichter, Ducros, een reis door Zuid-Frankrijk waar hij zijn eerste landschappen schilderde, vol fantasie, maar stijlloos met neiging naar pointillisme. Het mediterrane licht had een blijvende invloed op zijn later werk. Tijdens zijn verdere leven zal hij regelmatig naar de Provence en de Côte d'Azur reizen. In 1901 stelde hij tijdens de Triënnale in Antwerpen deze werken voor het eerst tentoon.

#### Brabantse fauvisten
In deze periode maakte hij kennis met Ferdinand Schirren, die zich over hem zou ontfermen. Deze vriendschap had een cruciale invloed op zijn ontwikkeling als kunstschilder. Dehoy, die geen enkele plastische vorming had genoten, schepte er tot dan genoegen in om zijn tekeningen op een enigszins kinderlijke manier in te kleuren. Dehoy sloot zich aan bij de kunstkring 'Labeur', die Schirren in 1898 met Auguste Oleffe en Willem Paerels had opgericht en waar ook Louis Thevenet, Henri Ottmann, Jan Stobbaerts, Jean Lemayeur, Georges van Zevenberghen, Alfred Delaunois en Jef Lambeaux lid van waren. De groep werd in 1907 ontbonden.
Een andere cruciaal element voor de artistieke ontwikkeling van Dehoy was het kunstenaarsatelier L'Effort van Auguste Oleffe, een collectief atelier dat ook exposities gaf, waarvan Dehoy een van de vaste deelnemers werd. Uit dit atelier zouden de 'Brabantse fauvisten' ontstaan. In die periode werden ze nog de 'Brusselse coloristen' of de 'Zenneschilders' of 'De Caelevoeters' genoemd. Ze zochten hun onderwerpen vooral in de groene omgeving van Oudergem en Linkebeek. Naast Charles Dehoy waren Auguste Oleffe, Rik Wouters, Ferdinand Schirren, Jean Brusselmans, Anne-Pierre de Kat, Jos Albert, Louis Thevenet, Médard Verburgh, Philibert Cockx en Jehan Frison de belangrijkste leden.
Auguste Oleffe hielp Dehoy evolueerden van een eerder academische stijl naar een luministisch impressionisme met levendige, contrasterende kleurvakken. Ook Henri Ottmann (1877-1927) had een sterke invloed op hem. Onder invloed van Schirren evolueerde de stijl van Dehoy van luminisme naar fauvisme. Binnen het fauvisme behoorde Dehoy tot de meer Frans georiënteerde groep van Wouters, Schirren en Paerels, die streefden naar een sobere, tachistische compositie. Dehoy vertaalde het fauvisme als "Alles uitdrukking geven in zijn gevoelsbelevenissen".
In 1905 trouwde Clara Dehoy, de zuster van Charles, met de Fransman Roger Parent (1881-1985), die in 1902 in Brussel was komen wonen en bekend stond als 'de Parijzenaar' van de Brabantse fauvisten. Ook Roger Parent zou een belangrijke invloed hebben op de artistieke ontwikkeling van Dehoy.
In die periode maakte Charles Dehoy ook deel uit van de groep rond de brouwer en kunstmecenas François van Haelen (1872-1939). Charles Dehoy sloot vriendschap met de op de dool en aan de drank geraakte Louis Thevenet en stelde hem rond 1905 voor aan François van Haelen. Thévenet werd de beschermeling en favoriete kunstenaar van Van Haelen. Voor de werken van Dehoy daarentegen had hij minder waardering, maar kocht toch er toch een aantal van. Dehoy maakte verschillende schilderijen van de brouwerij en de tuin van Van Haelen. Bekend is een schilderij van de vijver die de brouwerij van water voorzag uit 1906. Deze tuin was trouwens ook het onderwerp van een aquarel van na de Eerste Wereldoorlog. Opvallend was dat brouwer François van Haelen in mei 1924 in het kasteel van Wolvendael in Ukkel, het schilderij Landschap te Linkebeek van Dehoy exposeerde, een van zijn bekendste werken. Op dat moment was Dehoy echter al een gerespecteerd kunstschilder.
Dehoy maakte verder portretten en landschappen in Linkebeek, Ukkel, Drogenbos en omgeving.
Vanaf 1910 was er enige invloed van het werk van Paul Cézanne merkbaar. Zijn werken werden nog meer synthetisch, weliswaar met een zuiver fauvistisch kleurenpalet. Zoals bij de meeste andere Brabantse fauvisten, is er ook invloed van de speelse elementen van James Ensor.

In 1912 opende Georges Giroux in de Brusselse Koningsstraat zijn galerie, die bepalend was voor de carrière vele Brabantse fauvisten. Charles Dehoy kreeg samen met Rik Wouters, Louis Thevenet, Willem Paerels, Jos Albert, Ramah, Auguste Olleffe, Ferdinand Schirren en Charles Dehoy een individuele tentoonstelling. Andere kunstenaars konden deelnemen aan een groepstentoonstelling. Net zoals Rik Wouters en later Ferdinand Schirren kreeg ook Dehoy, die toen in de Poststraat in Schaarbeek woonde, een contract van Giroux aangeboden.

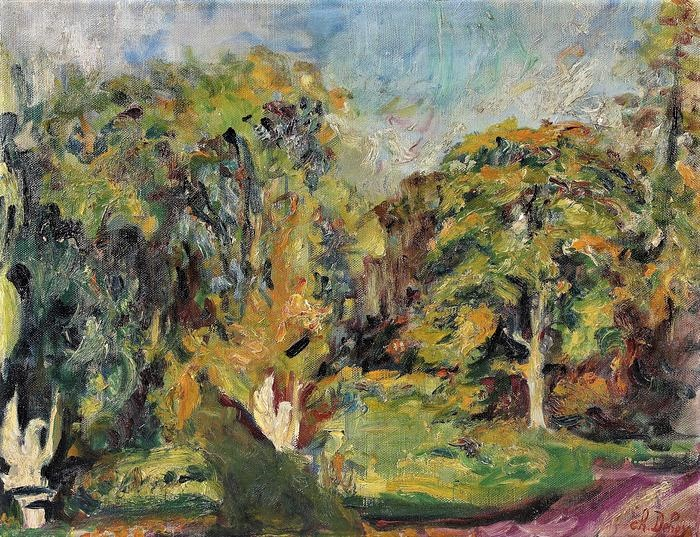
Zicht op het park

In het voorjaar van 1914 nam Dehoy deel aan de laatste tentoonstelling van het befaamde La Libre Esthétique. Dehoy ging nu zelf jongere kunstenaars beïnvloeden, zoals Médard Verburgh en Jean Brusselmans.

#### Eerste Wereldoorlog
Tijdens de Eerste Wereldoorlog bleef Dehoy in België. In 1914 verbleef het echtpaar Dehoy in het kasteel Everberg. In 1915 kocht hij met zijn echtgenote Eléonore Josépine Colson een hooggelegen woning met atelier in Laken, aan het kanaal. Van daaruit maakte hij een aantal bekend geworden fauvistische stadsgezichten van de Brusselse daken. Het kanaal en de omgeving ervan was opvallend in zijn werk aanwezig. Tegelijk schilderde hij stillevens, figuren, parkzichten, tuintaferelen en andere landschappen. Ook Willem Paerels woonde in die buurt.
In dat jaar maakte hij ook kennis met Paul Fierens, kunstcriticus, hoogleraar en de toekomstige conservator van de Koninklijke Musea voor Schone Kunsten in Brussel. Paul Fierens zou hem altijd blijven steunen.
In 1915 nam hij deel aan tentoonstellingen in de Galerij Sneyers en het Herfstsalon van 1915. In 1916 was zijn werk te zien op het salon van 'de Onafhankelijken'.
In 1917 verbleef Dehoy in Grimbergen, een kunstenaarsdorp in die tijd, waar hij zijn 'Zicht op de abdij te Grimbergen' schilderde en zijn 'Lezende dame te Grimbergen' tekende.
Eind 1918 stichtte Paul Colin, directeur van de Galerie Georges Giroux, de invloedrijke Cercle des XV, om na de oorlog opnieuw leven in de kunst te brengen. Charles Dehoy was er lid van. De vereniging had een eigen tijdschrift, L'Art Libre.

#### Latere periode
Na de Eerste Wereldoorlog is er in het werk van Dehoy invloed van het kubisme en het expressionisme te merken. De stadgezichten werden meer nadrukkelijk. Het viel op dat sommige werken van Anne-Pierre de Kat geïnspireerd leken op werken van Dehoy.
In 1920 exposeerde hij op de driejaarlijkse tentoonstelling het 'Salon Triennal d'Anvers' in Antwerpen. In datzelfde jaar was er in de galerie Giroux een retrospectieve van het werk van Charles Dehoy, waarop tegelijk ook werken Franse kunstenaar aanwezig was zoals Charles Dufresne, Raoul Dufy, André Derain en Othon Friesz.
Na 1925 werden de kleuren minder levendig en donkerder en werd de compositie minder speels.
In 1926 verbleef Dehoy een tijdlang in Menton aan de Côte d'Azur. Daar maakte hij enkele belangrijke werken zoals 'Menton' en 'Fleurs sur la terrasse, Menton'.
Zijn werk werd synthetischer en expressionistischer. Een van zijn bekendste werken, Voorstad uit 1928, werd door de Koninklijke Musea voor schone Kunsten aangekocht.
Dehoy was op zijn hoogtepunt en werd gesteund door de kunstcriticus en latere directeur van het Museum voor Schone Kunsten Paul Fierens (1870-1926), van wie hij een portret zou schilderen. Ook de Brusselse correspondent van de Nieuwe Rotterdamsche Courant, de dichter Karel van de Woestijne, was hem zeer gunstig gezind.
Vanaf 1934 tot 1938 woonde hij in de Boterbloemstraat in Watermaal-Bosvoorde, een huis in een eenvormige tuinwijk. In die periode maakte hij enkele afbeeldingen van woningen, waaronder meer dan eens het fermetteachtige huis dat hij in Laken bewoond had en later zijn 'Weg met huizen' uit 1935, waar hij de tuinwijk in Watermaal-Bosvoorde op afbeeldde.
In 1938 verhuisde de oude en zieke kunstenaar naar een statig herenhuis in de Stenen-Kruisstraat in Sint-Gillis.
In de zomer van 1938 werd Dehoy opgenomen in een selectie van vooraanstaande kunstenaars voor de prestigieuze overzichtstentoonstelling Exposition d'art Belge contemporain, georganiseerd door het Paleis voor Schone Kunsten.
Charles Dehoy overleed op 68-jarige leeftijd thuis in Sint-Gillis.

## Galerij

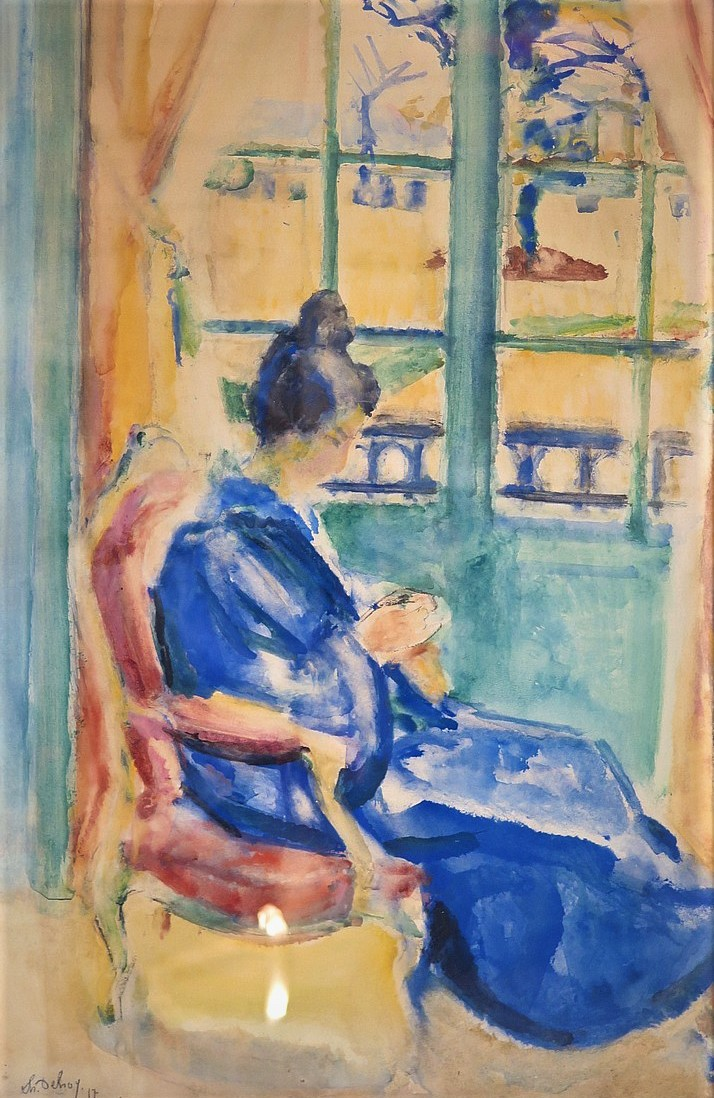
Portret van Lucie Valore-Pauwels (weduwe Maurice Utrillo), een aquarel uit 1917
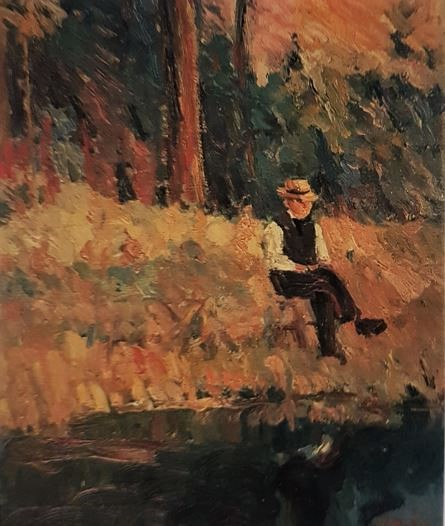
Zittende man bij het water (1915)
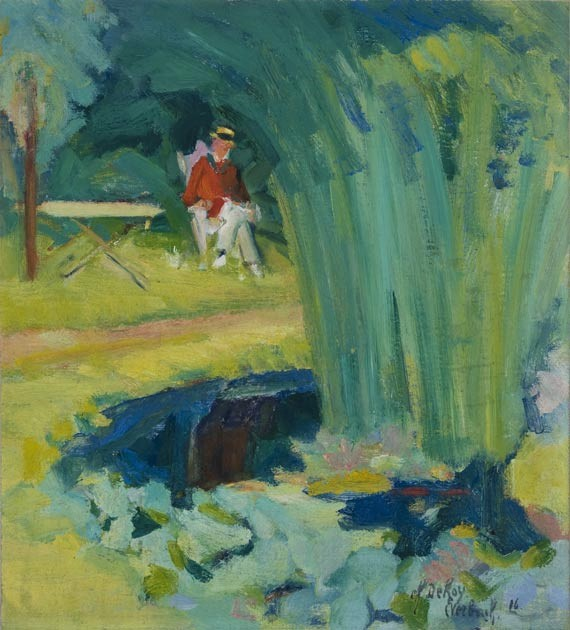
Zittende man in de tuin (1905-1910)
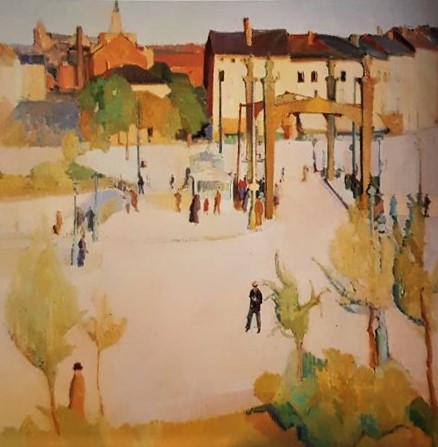
De oude Van Praetbrug van boven af (1918)
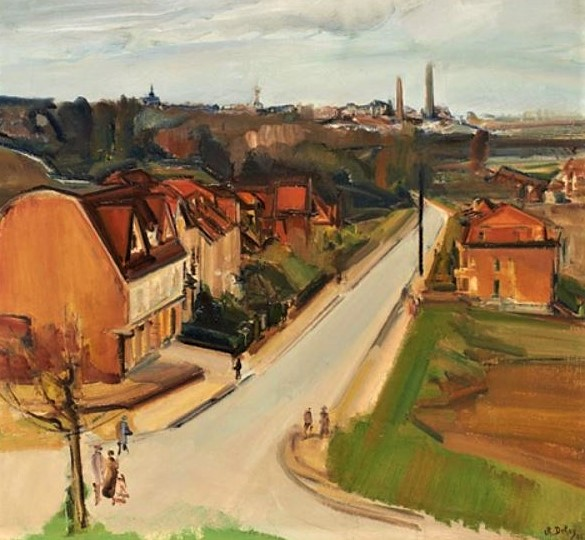
Weg met huizen (Vue des faubourgs de Bruxelles) uit 1935
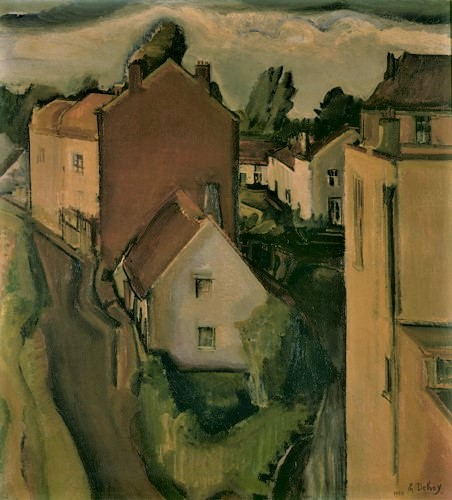
Voorstad (1928)
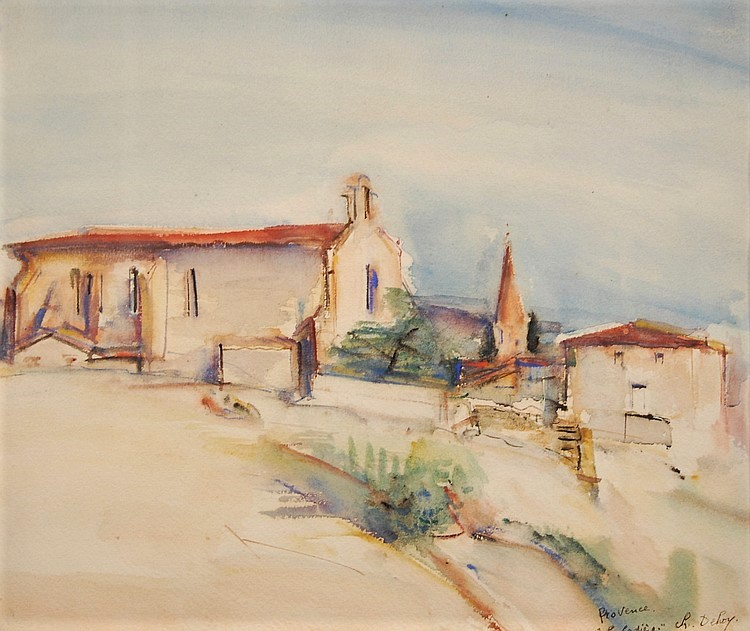
Provence (aquarel)
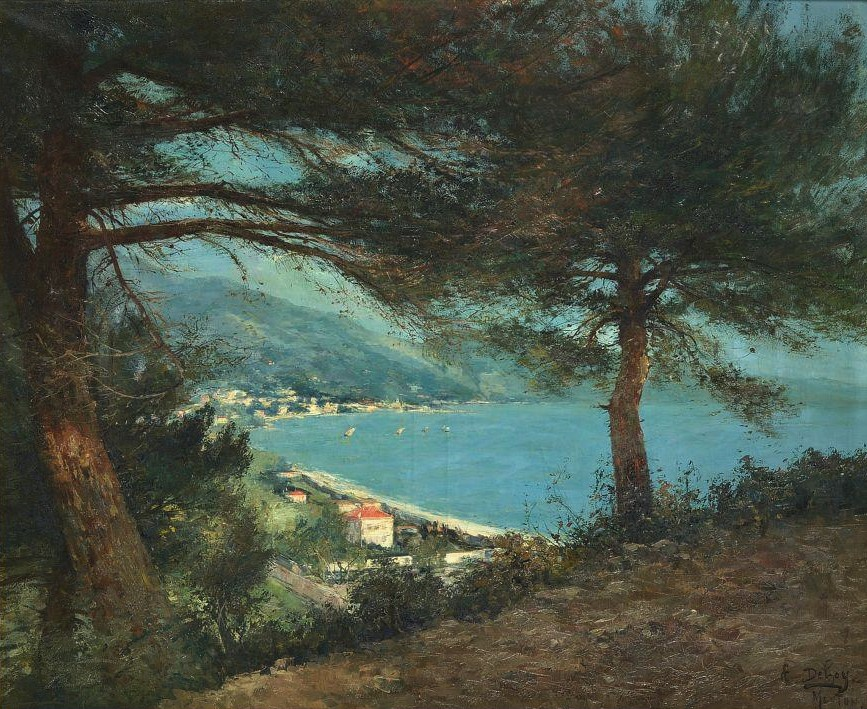
Menton
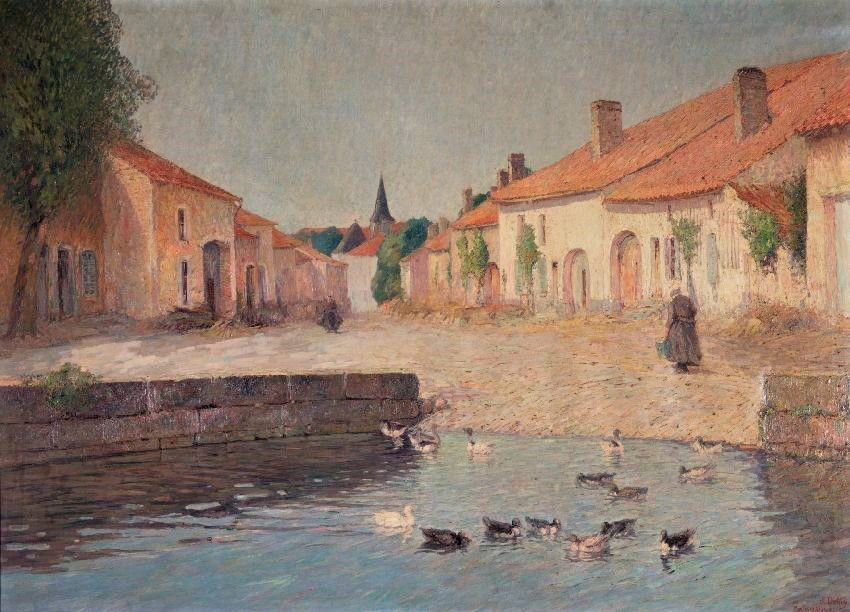
De eendenvijver (MARTIGNY-Vosges)

## Musea
Zijn werken zijn aanwezig in belangrijke collecties, zowel openbare als particuliere.
Een aantal werken bevindt zich in de belangrijke collectie van het vroegere Gemeentekrediet (nu Belfius Bank).
Er is werk van hem te vinden in het museum van Mons, in de Koninklijke Musea voor Schone Kunsten in Brussel en in het Museum Alice en David van Buuren in Brussel.

## Algemene bronnen
- Stefan van den Bossche: Een verstilde Brabantse fauvist: Over Charles Dehoy (1872-1940)
- Stefan van den Bossche: Herman Teirlinck in Linkebeek (2006)
- Serge Goyens De Heusch: Het impressionisme en het fauvisme in België. Mercatorfonds, ISBN 9789061531807
- De Brabantse Fauvisten, Gemeentekrediet, 1979, publicatie ter gelegenheid van de tentoonstelling De Brabantse Fauvisten in Passage 44 in Brussel

- RKD-Nederlands Instituut voor Kunstgeschiedenis: 21457
- Union List of Artist Names: 500123606
- Virtual International Authority File: 96593959